# 舍貝林卡河
舍貝林卡河（羅馬化：Shebelynka）是烏克蘭的河流，位於該國東部哈爾科夫州，屬於北頓涅茨河的支流，發源自舍貝林卡附近，河道全長10公里，流域面積45平方公里。